# You and Me (låt av Joan Franka)
You and Me är en musiksingel från den nederländska sångerskan Joan Franka. Låten är skriven av Franka själv tillsammans med Jessica Hogenboom. Singeln släpptes den 26 februari 2012. Låten debuterade på första plats på den nederländska singellistan den 3 mars. Den har legat kvar på singellistan i 13 veckor. Den 18 maj släpptes en ny förbättrad version av låten inför Eurovision.

## Eurovision
Den 26 februari 2012 vann Franka med låten i Nederländernas nationella uttagningsfinal till Eurovision Song Contest 2012 i Baku i Azerbajdzjan. I uttagningen tävlade låten mot 2 andra låtar och fick totalt 52,2% av telefonrösterna men fick minst poäng från juryn. Låten framfördes i den andra semifinalen den 24 maj 2012. Bidraget fick dock inte nog med poäng för att ta sig vidare till finalen.

## Versioner
1. "You and Me" (singelversion) – 3:01[1]
2. "You and Me" (eurovisionversion) – 3:01[3]
3. "You and Me" (karaokeversion) – 3:00[7]

## Listplaceringar
| Lista (2012)  | Topplacering |
| ------------- | ------------ |
| Nederländerna | 1            |